# Nodi lymphoidei pancreatici
Die Nodi lymphoidei pancreatici („Bauchspeicheldrüsenlymphknoten“) sind Lymphknoten der Bauchhöhle an der Rück- und Oberseite der Bauchspeicheldrüse. Sie gliedern sich in zwei Gruppen:
- Nll. pancreatici superiores („obere Bauchspeicheldrüsenlymphknoten“), liegen entlang der Milzvene
- Nll. pancreatici inferiores („untere Bauchspeicheldrüsenlymphknoten“)

Die Bauchspeicheldrüsenlymphknoten sind Durchgangsstation für die Lymphe aus dem Körper und Schwanz der Bauchspeicheldrüse, der Milz und dem Zwölffingerdarm, die oberen auch aus der großen Kurvatur des Magens und dem unteren Abschnitt des Ductus choledochus. Die efferenten Lymphgefäße fließen über die Nodi lymphoidei coeliaci und den Truncus intestinalis zur Cisterna chyli.